# Determinismo cosmológico
En filosofía, el determinismo cosmológico es una forma de determinismo según la cual nuestras acciones responden a un plan predeterminado, conocido como Destino o Hado para los clásicos. Los principales defensores de esta teoría fueron los estoicos.

## El determinismo cosmológico en el estoicismo
La ética de los estoicos se basaba en que existe una fuerza irresistible e inamovible que está en todas partes aunque no la veamos y actuemos ignorantes, creyéndonos libres. El destino, aunque a veces cruel, siempre actúa con una razón de ser; por ello no debemos preocuparnos por el futuro, ya que “lo que tenga que pasar pasará”. Solo el sabio es capaz de conocer su destino y actuar conforme a él para ser feliz, pero solo se conoce el destino mediante la teleología (o estudio del fin) y la búsqueda de la ataraxia y la apatía (o la impasibilidad ante las fuerzas exteriores mediante la paz interior y la serenidad). Entre los grandes estoicos son destacables: 
- Zenón de Citio (333 a. C. – 264 a. C.) fundador de la escuela estoica, también conocido por ser el precursor del cálculo infinitesimal.
- Lucio Anneo Séneca (4 a. C. - 65 d. C.) de origen cordobés, además de su gran oratoria, destaca por escribir varios libros sobre el destino (De la providencia (63. d. C.)). Entre sus frases encontramos alguna como: “No hay viento favorable para el que no sabe adónde va." Es decir aquel que no conoce su destino no puede ser feliz.
- Epicteto (55 a. C.-135 a. C.) liberto griego opinaba que el libre albedrío se ve afectado por el bien y el mal que están, a su vez, en manos del Destino